# Státní okresní archiv Česká Lípa
Státní okresní archiv Česká Lípa (SOkA Česká Lípa) je státní instituce založená roku 1951, která od roku 1998 sídlí v nové budově na kraji České Lípy. Od roku 2002 je SOkA Česká Lípa vnitřní organizační složka Státního oblastního archivu v Litoměřicích.

## Historie

### Založení archivu

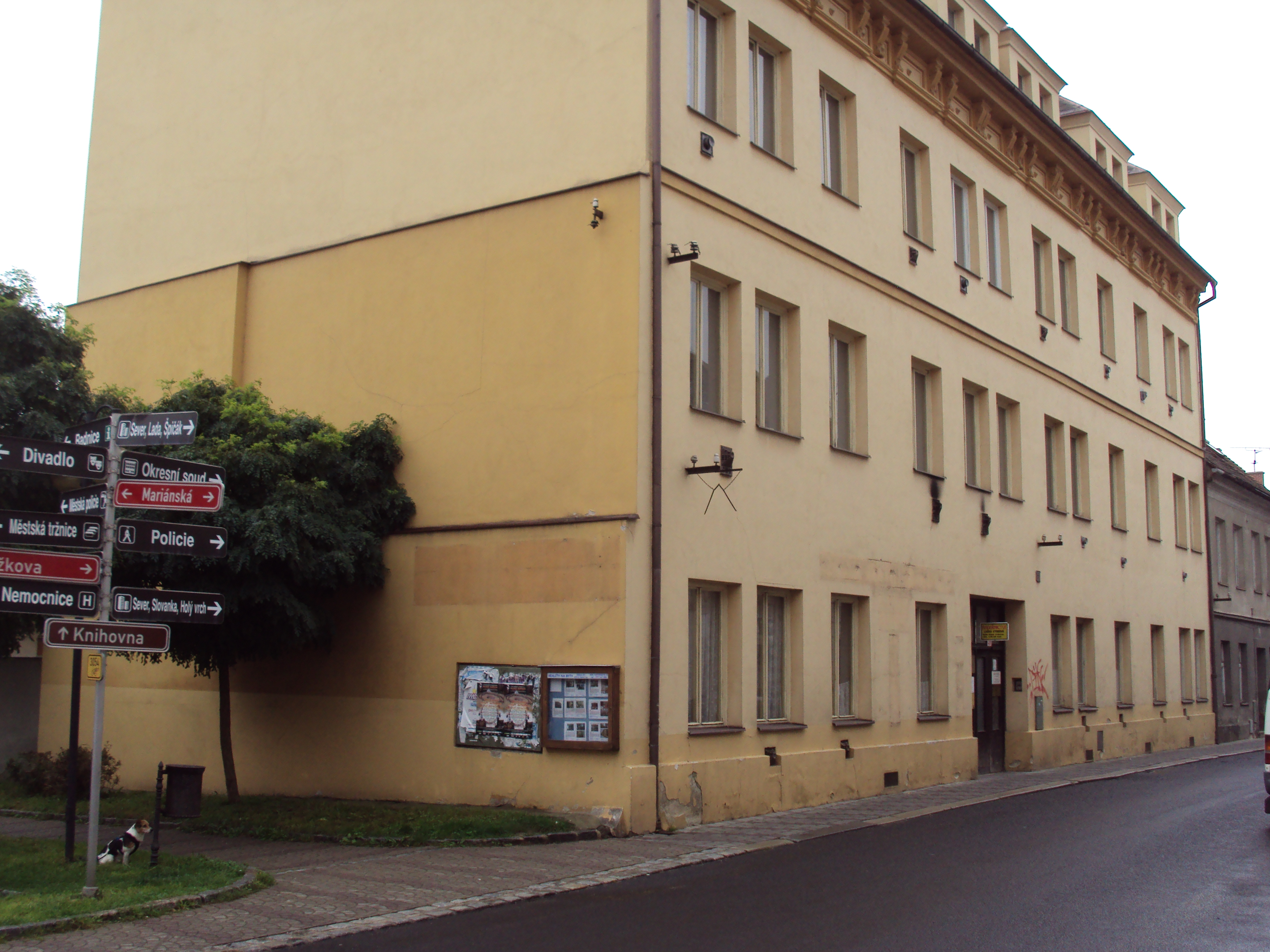
Sídlo v Žižkově ulici

Okresní archiv byl formálně zřízen v roce 1951, první pracovníci do něj nastoupili až o dva roky později. Potřebnou úroveň práce s archivy mu zajistila jeho první ředitelka, kterou se stala v roce 1955 Marie Vojtíšková. Základem nového archivu se staly archiválie města Česká Lípa z předválečného archivu města. Nová instituce dostala do užívání přízemí budovy v Žižkově ulici 321 (200 metrů nad hlavním náměstím) a také v letohrádku Červený dům vedle vodního hradu Lipý. První roky se Marie Vojtíšková zabývala tříděním a zachraňováním mnohdy plesnivých dokumentů. V padesátých letech vznikly další okresní archivy v Doksech a Novém Boru. K reformě archivnictví došlo v roce 1960, kdy byl českolipský archiv určen jako Okresní archiv Česká Lípa s pobočkami v Bělé pod Bezdězem, Novém Boru, Kamenickém Šenově a Jablonném v Podještědí.

### Období let 1960–2000

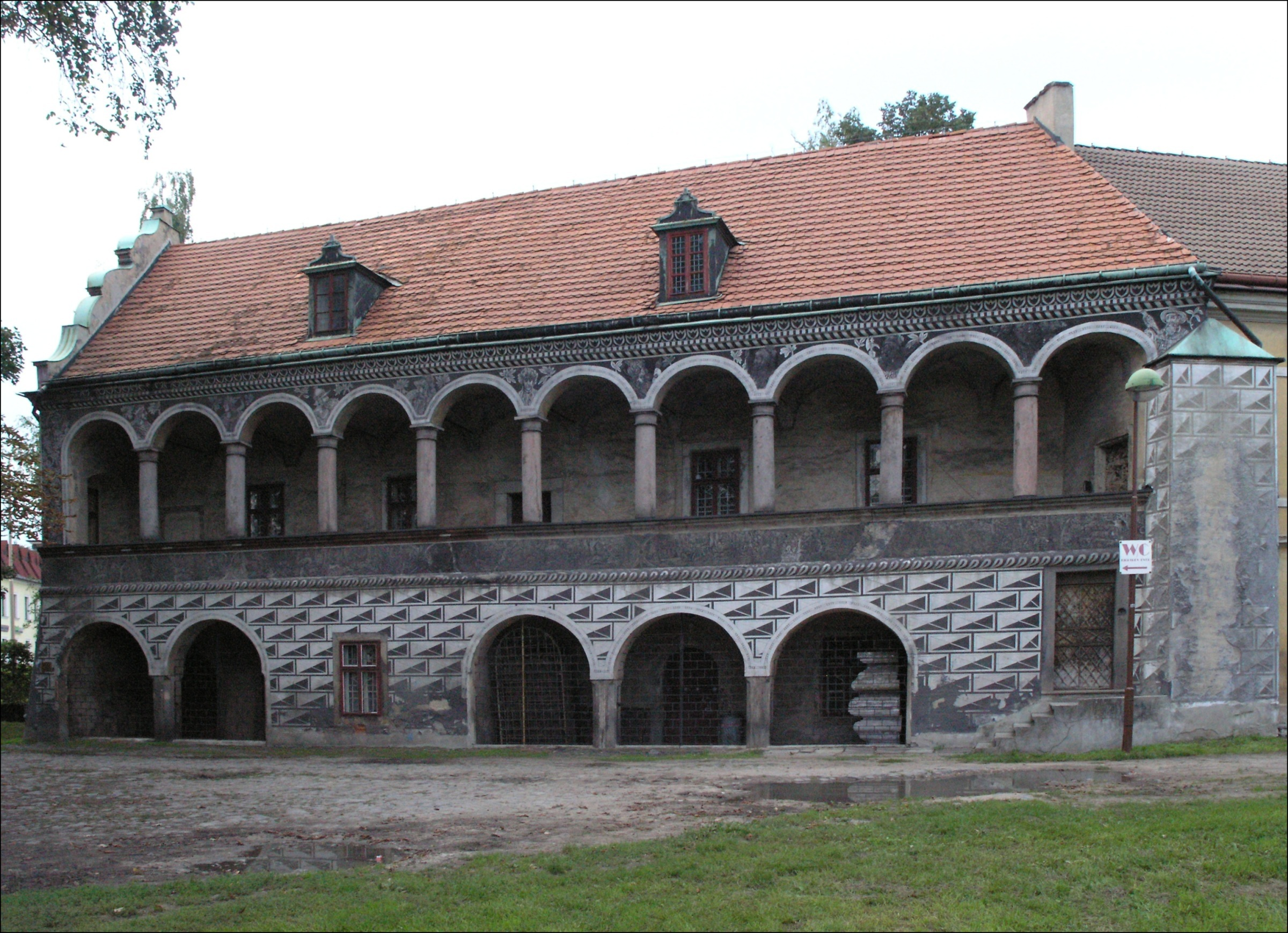
Po válce byl archiv v Červeném domě

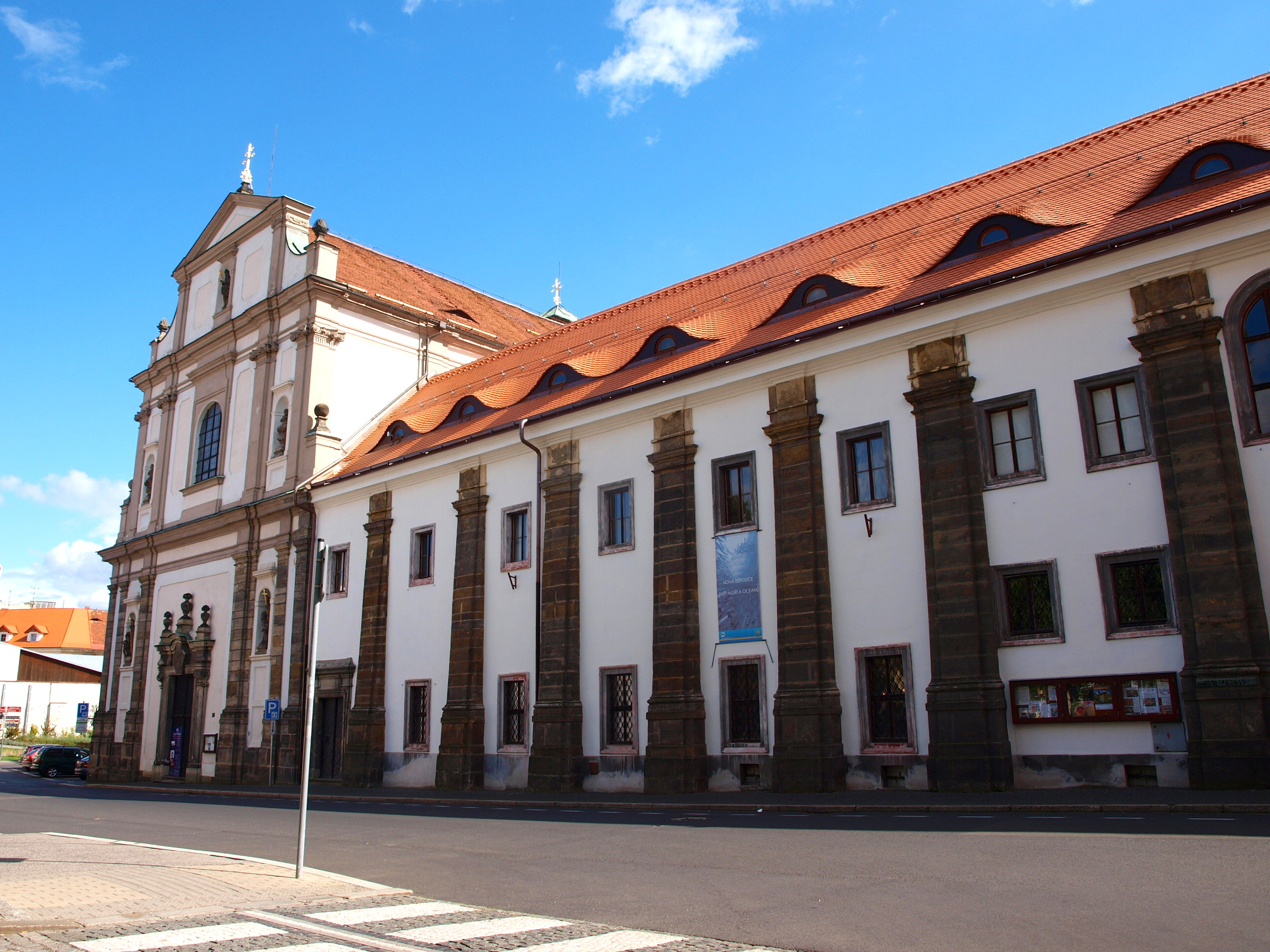
V klášteře byl archiv do roku 1998

V roce 1960 okresní archiv obdržel nově přidělené prostory v budově augustiniánského kláštera společně v českolipským vlastivědným muzeem. Stalo se tak zásluhou společného úsilí manželů Vojtíškových (Marie ředitelka archivu, manžel Břetislav Vojtíšek byl ředitelem muzea, oba členové památkové komise ONV Česká Lípa). Archiv měl přidělená jižní a západní křídla areálu. V roce 1964 byly prostory v Červeném domě využívány jen jako preparátorská dílna. Došlo ke zrušení dalších depozit a poboček, z nichž byly materiály určené k archivaci svezeny do nových prostor. Záhy se ukázalo, že pro obě instituce jsou skladovací prostory nedostačující, a proto dostaly společně k užívání renesanční zámek ve Stvolínkách jako společný depozitář, ovšem 14 km vzdálený od centra České Lípy. Zámeček byl nevytápěný a listinný archiv archivu i muzea trpěl mj. i plísněmi. Okresní národní výbor však nové, lepší prostory nedokázal poskytnout.
V roce 1972 byl do archivu přijat odborný archivář Miloslav Sovadina, který po odchodu Marie Vojtíškové vedl archiv jako zastupující ředitel v letech 1985–1989.
Po roce 1990 došlo k řadě společenských a následně administrativních změn. K 1. srpnu 1991 byl klášterní areál vrácen církvi, vlastníkem se stala Česká provincie Řádu sv. Augustina. Ta půl roku poté smlouvou část prostor pronajala Vlastivědnému muzeu a také umožnila další pronájem okresnímu archivu. V roce 1992 byl zámek ve Stvolínkách vrácen obci a byla s ní uzavřena nájemní smlouva. Velmi neuspokojivou situaci z hlediska archivnictví řešila vláda České republiky a dala příkaz i ohledně řešení archivu v České Lípě. Až dva roky poté Okresní úřad a Městský úřad vybraly pozemek na okraji čtvrti Střelnice, zadaly vypracování projektu, vypsaly výběrové řízení na dodavatele a z vlastních prostředků nechaly stavební firmě Gedos nový objekt postavit. Státní dotace byla přiřknuta v roce 1995. Náklady na stavbu dosáhly přes 24 milionů Kč. V roce 1998 se začaly archivní materiály do nové budovy stěhovat. Slavnostní otevření Státního okresního archivu v České Lípě bylo provedeno v březnu 1999.

## Heraldická komise

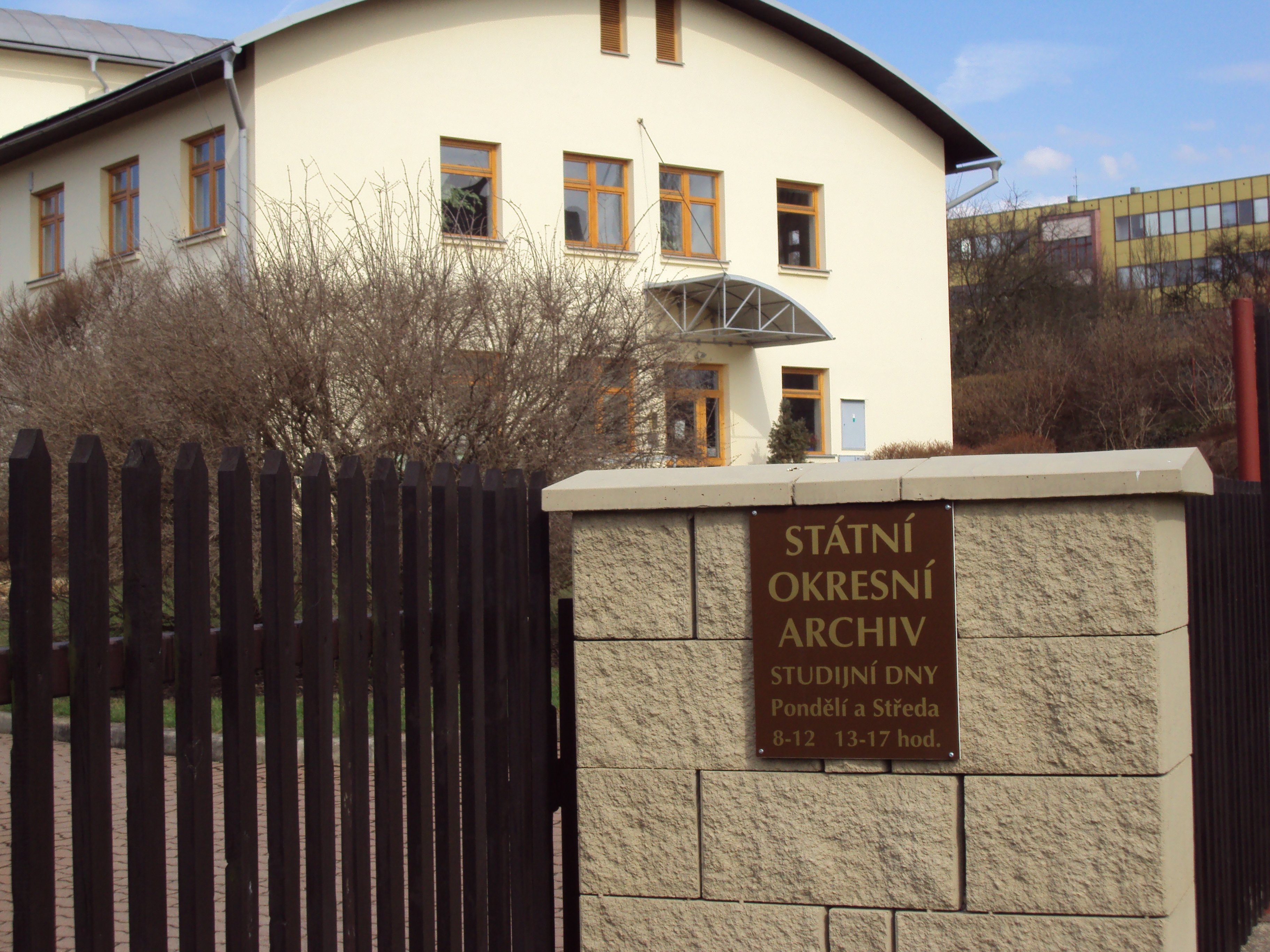
Vstup do areálu archivu na Střelnici

V roce 1976 skupina historiků vytvořila při Státním okresním archivu v České Lípě Heraldickou komisi. Zejména po roce 1990 pomáhala městům a obcím hlavně metodicky při jejich snaze mít odpovídající městské symboly, tedy znak a prapor města. Některým obcím návrhy zpracovala. Návrhy po projednání radou a zastupitelstem města posoudil Podvýbor poslanecké sněmovny pro heraldiku a vexilologii a udělení symbolů pak provádí předseda Poslanecké sněmovny.

## Ediční činnost
Roku 1973 byla založena Edice inventářů Okresního archivu Česká Lípa. V ní byly vydány Pozůstalost Amanda Paudlera (napsal Jaroslav Panáček roku 1973) a Pozůstalost Jana Dukáta (od Marie Vojtíškové v roce 1976). Od roku 1975 vydával archiv literárně-vědní sborník Českolipsko literární, do roku 1997 bylo vydáno 13 svazků. Od roku 1990 se zdejší archiváři zapojili do redakční rady obnoveného vlastivědného sborníku Bezděz a po přestěhování do nové budovy se tato stala místem jeho redakce. Okresní archiv je jedním ze tří vydavatelů. Dalšími vydavateli sborníku jsou městské muzeum a Vlastivědný spolek Českolipska, i v něm jsou někteří z archivářů aktivními členy. Ve sborníku jsou uveřejňovány články týkající se mj. i činnosti archivu. Archiv vydával brožury k jednorázovým akcím, např. v roce 1976 k 200. výročí nevolnického povstání na Českolipsku, o rok později k 60. výročí VŘSR a další 350 let českolipského gymnasia.

## Aktuální provozní údaje
Adresa archivu je Střelnice 3035, Česká Lípa. Pro veřejnost je otevřeno v pondělí a ve středu od 8 do 12 hodin, odpoledne od 13 do 17 hodin. Má k dispozici studovnu s 12 místy, ke studiu je třeba předem se objednat. Vedoucím archivu je od roku 2016 PhDr. Petr Kozojed, který řídí dalších pět pracovníků. V archivu bylo k 31. prosinci 2020 soustředěno 1707 fondů a sbírek celého okresu v celkovém rozsahu 4171,71 bm.